# Peter Andersen (jernstøber)
 Der er flere personer med dette navn, se Peter Andersen.
Peter Andersen, kendt som P. Andersen (24. december 1814 – 18. september 1887 på Svanholm) var en dansk jernstøber og maskinfabrikant.
P. Andersen anlagde et jernstøberi på ejendommen Svanholm mellem Vodroffsvej og Danmarksgade på Frederiksberg. I 1859 fik han 5 års eneret på at støbe "hule cylindriske legemer ved hjælp af vertikale jernformkasser og kernestiver". Ved siden af hans fabrik lå Bryggeriet Svanholm.
I årene efter, at Frederiksberg var blevet en selvstændig kommune (1857), voksede der et arbejderkvarter op omkring Schønbergsgade og P. Andersens fabrik. Den mangelfulde vandforsyning til området gjorde, at Andersen i foråret 1866 foreslog Frederiksberg Kommune at anlægge kommunens første vandværk. Kommunalbestyrelsen overvejede sagen, og efter at Københavns Magistrat havde sagt nej til at forsyne området med vand, indgik kommunen i 1867 en aftale med Andersen.
Jernstøber Andersen anlagde en brønd på Svanholm, opstillede damppumper ved samme og opførte et vandtårn og på kommunalbestyrelsesmødet den 18. november 1869 forelå fra Andersen en meddelelse herom samt om, at han agtede at nedlægge vandledninger ind i Schønbergskvarteret til ejendommenes vandforsyning. Andersen fuldførte derefter værket og forsynede Schønbergskvarterets gader og ejendomme med vandledninger, og den 16. juni 1870 kunne han indbyde kommunalbestyrelsens medlemmer til at besigtige det fuldførte anlæg. Senere sluttede kommunen overenskomst med Andersen om at nedlægge vandledninger i Gammel Kongevej, Allégade, Nyvej og Frederiksberg Allé imod, at Andersen for en nærmere fastsat årlig betaling leverede vand til vejenes vanding og til vand i ildebrandstilfælde.
Andersens vandværk kunne kun levere 4.000 td. vand i døgnet, så i 1877 måtte kommunen selv anlægge et vandværk som supplement. Samme år foretog Andersen en stor udvidelse af sit vandværk og lod opføre det stadig eksisterende vandtårn, der bærer hans navn, nær Nordre Fasanvej.
Han døde 1887. Andersen var gift med Oline Louise Andersen, født Helt (13. februar 1810 – 19. marts 1874), og efterlod sig to børn, Carl Theodor og Vilhelmine. Sønnen videreførte virksomheden indtil 1918. Året efter overtog grossistvirksomheden Bang & Pingel Svanholm og fik adresse her.
Han er begravet på Frederiksberg Ældre Kirkegård.